# Helmut Burkard
Helmut Burkard (* 16. Mai 1947 in Graz) ist ein österreichischer römisch-katholischer Geistlicher und emeritierter Generalvikar der Diözese Graz-Seckau.

## Leben
Helmut Burkard wurde als Sohn des Geophysikers Otto Burkard (1908–2015) geboren. Nach seiner Reifeprüfung am 2. Bundesrealgymnasium (Pestalozzigymnasium) im Jahr 1965 studierte Burkard Philosophie und Katholische Theologie an der Katholisch-Theologischen Fakultät der Universität Graz. 1970 schloss er das Theologiestudium mit dem Absolutorium ab. Von 1970 bis 1971 war Burkard als Hochschulassistent am Institut für Philosophie und Fundamentaltheologie der Theologischen Fakultät der Universität Graz tätig. Am 27. Juni 1971 empfing er im Grazer Dom das Sakrament der Priesterweihe für die Diözese Graz-Seckau.
Burkard wirkte zunächst als Kaplan in verschiedenen Pfarreien in der Steiermark, bevor er 1978 Spiritual am Bischöflichen Priesterseminar in Graz wurde. Daneben erwarb er 1984 einen Magister Theologiae. Von 1989 bis 1995 war Helmut Burkard Pfarrer in Fernitz. Danach war er für ein Jahr als Pastoralamtsleiter tätig.
1997 wurde Burkard in das Grazer Domkapitel aufgenommen. Am 1. September desselben Jahres wurde er durch Bischof Johann Weber zum Generalvikar der Diözese Graz-Seckau bestellt und durch Bischof Egon Kapellari im März 2001 wiederernannt. Papst Johannes Paul II. verlieh ihm am 21. August 1998 den Ehrentitel Päpstlicher Ehrenprälat. Am 31. August 2011 schied Burkard als Generalvikar der Diözese Graz-Seckau aus. Sein Nachfolger wurde Heinrich Schnuderl. Helmut Burkard ist weiterhin Dekan des Domkapitels und Bischofsvikar für die Priesterseelsorge. Bis 31. August 2019 war er zudem als Seelsorger im Grazer Stadtbezirk Andritz und in St. Veit tätig.
Am 11. Juni 2012 wurde ihm das Große Goldene Ehrenzeichens des Landes Steiermark verliehen. Der Mathematiker Rainer Burkard (* 1943) ist sein Bruder.